# Elvasia tricarpellata
Elvasia tricarpellata är en tvåhjärtbladig växtart som beskrevs av C. Sastre. Elvasia tricarpellata ingår i släktet Elvasia och familjen Ochnaceae. Inga underarter finns listade i Catalogue of Life.